# Tulipanowiec
Tulipanowiec (Liriodendron L., z gr. λείριον leirion – „lilia”, δένδρον dendron – „drzewo”) – rodzaj drzew z rodziny magnoliowatych (Magnoliaceae). Obejmuje dwa gatunki współczesne, z których tulipanowiec amerykański L. tulipifera występuje we wschodniej części Ameryki Północnej (od Vermont i Ontario po Florydę i Luizjanę), a tulipanowiec chiński L. chinense w środkowych i południowych Chinach oraz w północnym Wietnamie. Mimo rozdzielenia geograficznego obu gatunków od co najmniej 10 milionów lat, są zdolne do krzyżowania się choć mieszaniec L. ×sinoamericanum jest sterylny.
Tulipanowce są dobrze rozpoznawalne dzięki charakterystycznemu kształtowi liści: zwykle czteroklapowych i wyciętych na szczycie. Rodzaj w przeszłości miał rozmieszczenie okołobiegunowe, lecz w czasie zlodowaceń wymarł na terenie Europy (znany jest z licznych znalezisk kopalnych) i innych terenach poza swoim obecnym zasięgiem.
Oba gatunki uprawiane są jako ozdobne. Drewno tulipanowca amerykańskiego wykorzystywane jest do wyrobu mebli i galanterii drewnianej. Indianie z ich pni sporządzali canoe. Kora z korzeni służyła do aromatyzowania wermutu, a Indianie sporządzali z korzeni napój i wykorzystywali je leczniczo.

## Morfologia

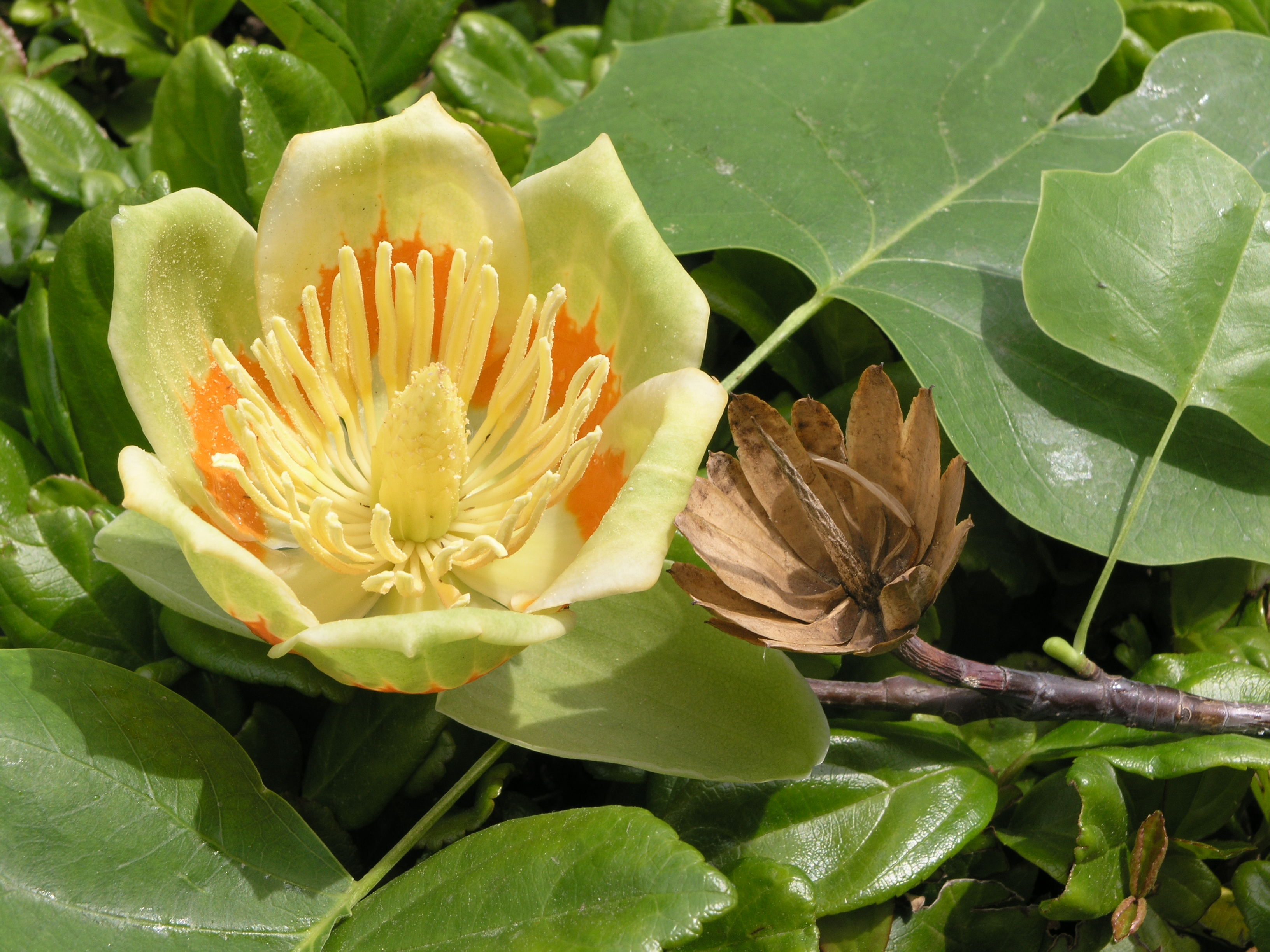
Kwiat tulipanowca amerykańskiego

PokrójSzybko rosnące za młodu (1 m rocznie) drzewa osiągające do 45 m wysokości.
LiścieSkrętoległe, opadające zimą, ogonkowe, z 4, czasem 6 klapami (gatunek azjatycki jest głębiej klapowany), o długości blaszki do 30 cm i szerokości do 40 cm. Liście wsparte są okrągłymi przylistkami.
KwiatySą okazałe i wzniesione, obupłciowe, rozwijają się na końcach gałęzi i są bezwonne. Okwiat kubeczkowaty, zwykle złożony z 9 listków, z których trzy zewnętrzne są zielone i zwykle odgięte, a 6 wewnętrznych jest u nasady pomarańczowych, poza tym żółtawozielonych. Osiągają one do 4 cm długości, a ich końce odgięte są na zewnątrz. Pręciki są liczne (do 50), o nitkach krótkich, ale z długimi woreczkami pyłkowymi i wydłużonym łącznikiem między nimi – osiągają do 5 cm długości. Owocolistki także ułożone są spiralnie i jest ich od 60 do 100.
OwoceSkrzydlaki (Liriodendron) spiralnie osadzone na dnie kwiatowym, każdy z pojedynczym nasionem i skrzydełkiem.

## Systematyka
Pozycja według APweb (aktualizowany system APG IV z 2016)
Rodzaj wraz z całą rodziną magnoliowatych w ramach rzędu magnoliowców wchodzi w skład jednej ze starszych linii rozwojowych okrytonasiennych określanych jako klad magnoliowych.
Wykaz gatunków
- tulipanowiec amerykański Liriodendron tulipifera L.
- tulipanowiec chiński Liriodendron chinense (Hemsl.) Sarg.